# 恰普伊
恰普伊（Chapui），是印度西孟加拉邦Barddhaman县的一个城镇。总人口5185（2001年）。

## 人口
该地2001年总人口5185人，其中男性2848人，女性2337人；0—6岁人口646人，其中男346人，女300人；识字率59.48%，其中男性为70.61%，女性为45.91%。